# Caryophyllia squiresi
Caryophyllia squiresi is een rifkoralensoort uit de familie Caryophylliidae. De wetenschappelijke naam van de soort is voor het eerst geldig gepubliceerd in 1982 door Cairns.